# Barbara Maria Sierakowska
Barbara Maria Sierakowska (ur. 25 listopada (według dokumentów), w rzeczywistości 21 listopada 1935 w Warszawie, zm. 16 stycznia 2022 w Kielcach) – filolog, polonistka, poetka, pisarka i dramaturg, członkini Związku Literatów Polskich.  Drugą wojnę światową i powstanie warszawskie przeżyła w Warszawie, ciężko ranny ojciec zmarł, wysiedlona 6 października 1944 z na wpół zburzonej pociskiem kamienicy, doznała tułaczki i nędzy. W lipcu 1945 roku osiadła w Kielcach. Absolwentka Uniwersytetu Śląskiego z dyplomem magistra i studium podyplomowego, czterosemestralnego przy Uniwersytecie Jagiellońskim, pracowała w kieleckich szkołach średnich. 
W latach 1978–1981 publikowała w obecnie nieistniejącym Tygodniku Kulturalnym recenzje premierowych spektakli  teatru telewizyjnego, za które kilkakrotnie otrzymywała nagrody i wyróżnienia. W tymże (od 1976 r.) okresie opublikowała felieton na łamach "Słowa Ludu" ("List z Harendy") i kilkakrotnie zabierała głos krytyczny  np. na temat reformy oświaty, postawy Polaków  w okresie  wielkich przemian (gdy rodziła się Solidarność). W latach 1978–1980 publikowała wiersze i opowiadania (nagrodzone w konkursach) w "Głosie Nauczycielskim", "Przemianach" i almanachach "Bazar3", "Bazar4", "Bazar5". W 1983 roku otrzymała wyróżnienie w ogólnopolskim konkursie literackim za dramat "Czy tylko Piłat?" (pierwszej i drugiej nagrody nie przyznano). W tymże roku w grudniu w kieleckim "Słowie Ludu" (nr 294) opublikowała opowiadanie "Monolog" (później w tomie "Odcienie Samotności"). W styczniu 1984 r. w miesięczniku "Przemiany" opublikowała swoje wiersze - "Naga prawda", "De profundis" (później w tomie "Piszę Sangwiną"). Publikowała swoje teksty (w tym recenzja tomu wierszy Anny Błachuckiej) w "Radostowej" i "Świętokrzyskim  Kwartalniku  Literackim". Napisała artykuł w poradniku metodycznym języka polskiego klas IV - VIII "O niektórych formach pracy w kole teatralnym i zespole dramatycznym w szkole". W 1996 r. przyznano jej wyróżnienie przez Towarzystwo Przyjaciół Sztuk Pięknych w Kielcach w konkursie "Wiosna w poezji i malarstwie" za wiersz "Wiosennie", który pojawił się później w tomie "Algorytm". W 2010 roku otrzymała Świętokrzyską Nagrodę Kultury II stopnia za ubogacanie dorobku kulturalnego województwa świętokrzyskiego.
Jest autorką tworzącą literaturę różnego typu. Napisała:

wiersze
- "Piszę Sangwinią" (1996)
- "Algorytm" (2004)
- "Wiersze porzucone nie do końca" (2007)
- "Impresje i dylematy" (2009)

opowiadania
- "Odcienie samotności" (2005)
- "W klimacie nostalgii" (2007)
- "Życiem pisane" (2016)

powieść
- "I powiedz swoje dość" (2008)

dramaty (wszystkie wydane pod tytułem "Utwory Sceniczne" z 2014r)
- "Czy tylko Piłat"
- "Cóż tam panie w polityce"
- "Skandal"
- "Skrzat"